# Порлье, Манараи
Манараи Порлье (фр. Manaraii Porlier; род. 1 декабря 1989, Таити, Французская Полинезия) — таитянский футболист, нападающий клуба «Тиаре» и национальной сборной Таити.

## Клубная карьера
Футбольную карьеру начал в таитянском клубе «Эксельсиор», в котором играл до 2016 года. По окончании сезона 2015—2016 годов перешёл в клуб «Дрэгон».

## Карьера в сборной
Дебютный матч за национальную сборную Таити провёл 1 июня 2012 года, выйдя на замену в игре против сборной Самоа на Кубке наций ОФК 2012, который таитянцы завершили триумфом. Играл в отборочных матчах к чемпионатам мира 2014 и 2018 года.